# موناکاتا، فوکوئوکا
موناکاتا در استان فوکوئوکا در کشور ژاپن  واقع شده‌است  که دارای جمعیت ۹۴٬۸۷۷ نفر و مساحت ۱۱۹٫۶۶ کیلومتر مربع با تراکم جمعیت ۷۹۳  نفر در کیلومترمربع است و در تاریخ ۱ آوریل ۱۹۸۱ به عنوان شهر شناخته شد.